# 格盧希
51°34′58″N 24°28′48″E / 51.58278°N 24.48000°E
格盧希（烏克蘭語：Глухи），是烏克蘭的村落，位於該國西部沃倫州，由科韋利區負責管轄，始建於1543年，面積7.02平方公里，海拔高度162米，2001年人口964，人口密度每平方公里137.34人。